# Gerhard von Scharnhorst

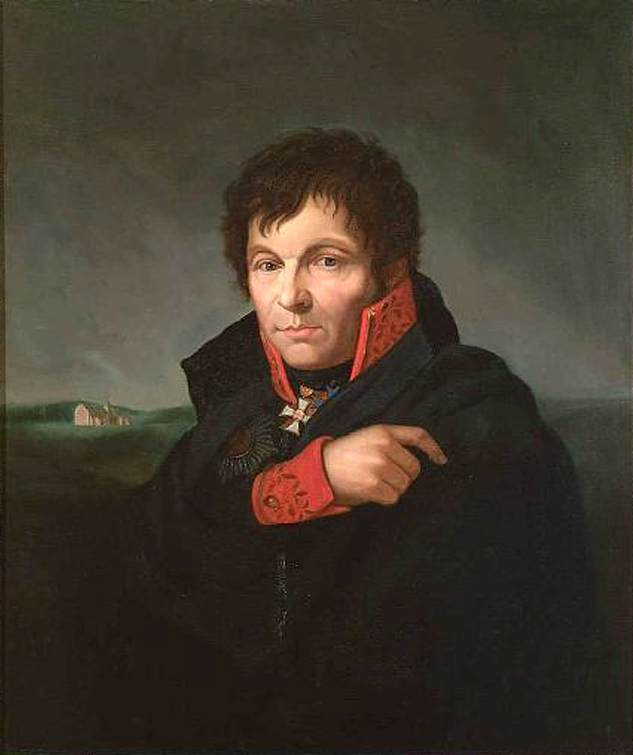
Gerhard von Scharnhorst, Gemälde von Friedrich Bury, vor 1813. Scharnhorsts Unterschrift:

Gerhard Johann David Scharnhorst, ab 1802 von Scharnhorst (* 12. November 1755 in Bordenau bei Hannover; † 28. Juni 1813 in Prag), war ein preußischer General, Heeresreformer und Befreiungskämpfer. Während der Stein-Hardenbergschen Reformen modernisierte er zusammen mit August Neidhardt von Gneisenau die Preußische Armee im Sinne der Aufklärung, schaffte die alten Adelsvorrechte ab und führte die allgemeine Wehrpflicht ein. In der Schlacht bei Großgörschen 1813 wurde er schwer verwundet und starb an den Folgen in Prag, wo er den Eintritt Österreichs in die Koalition gegen Napoleon erreichen wollte. Scharnhorst gehörte zu den bedeutendsten Heeresreformern des 19. Jahrhunderts. Sein Erbe ist eine der drei Traditionssäulen der Bundeswehr.

## Leben

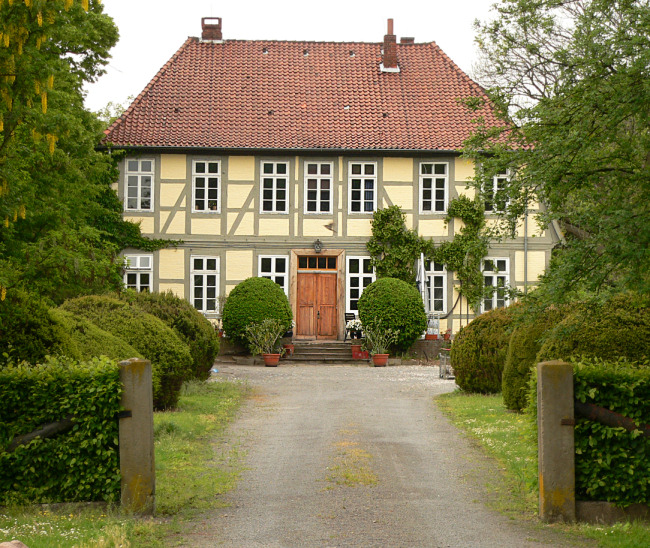
Scharnhorst-Geburtshaus in Bordenau

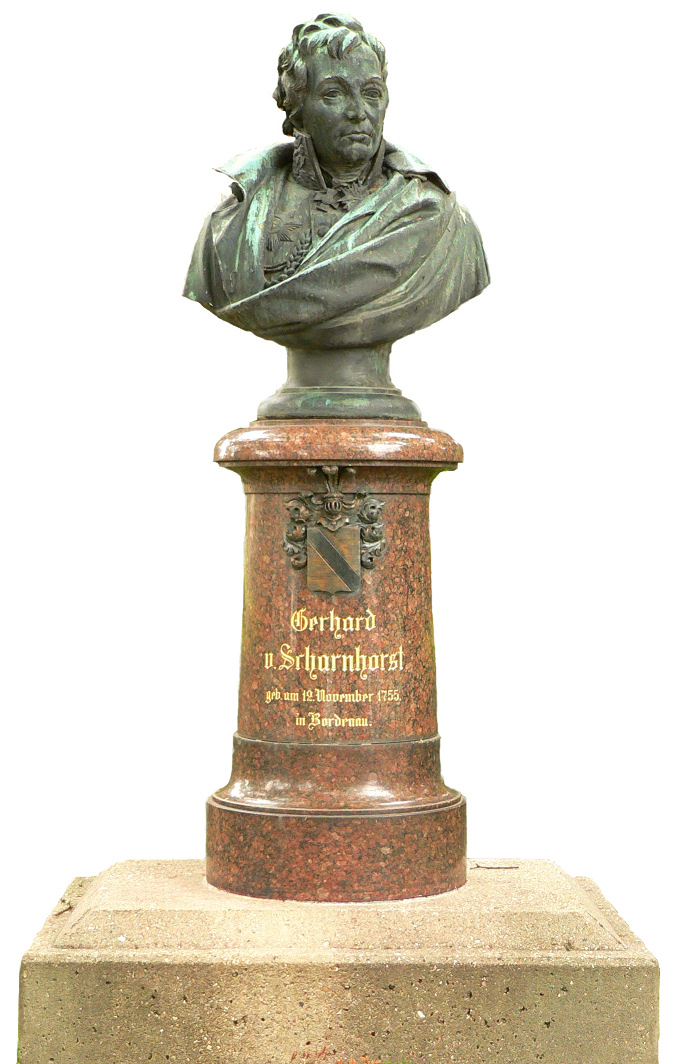
Scharnhorst-Denkmal in Bordenau

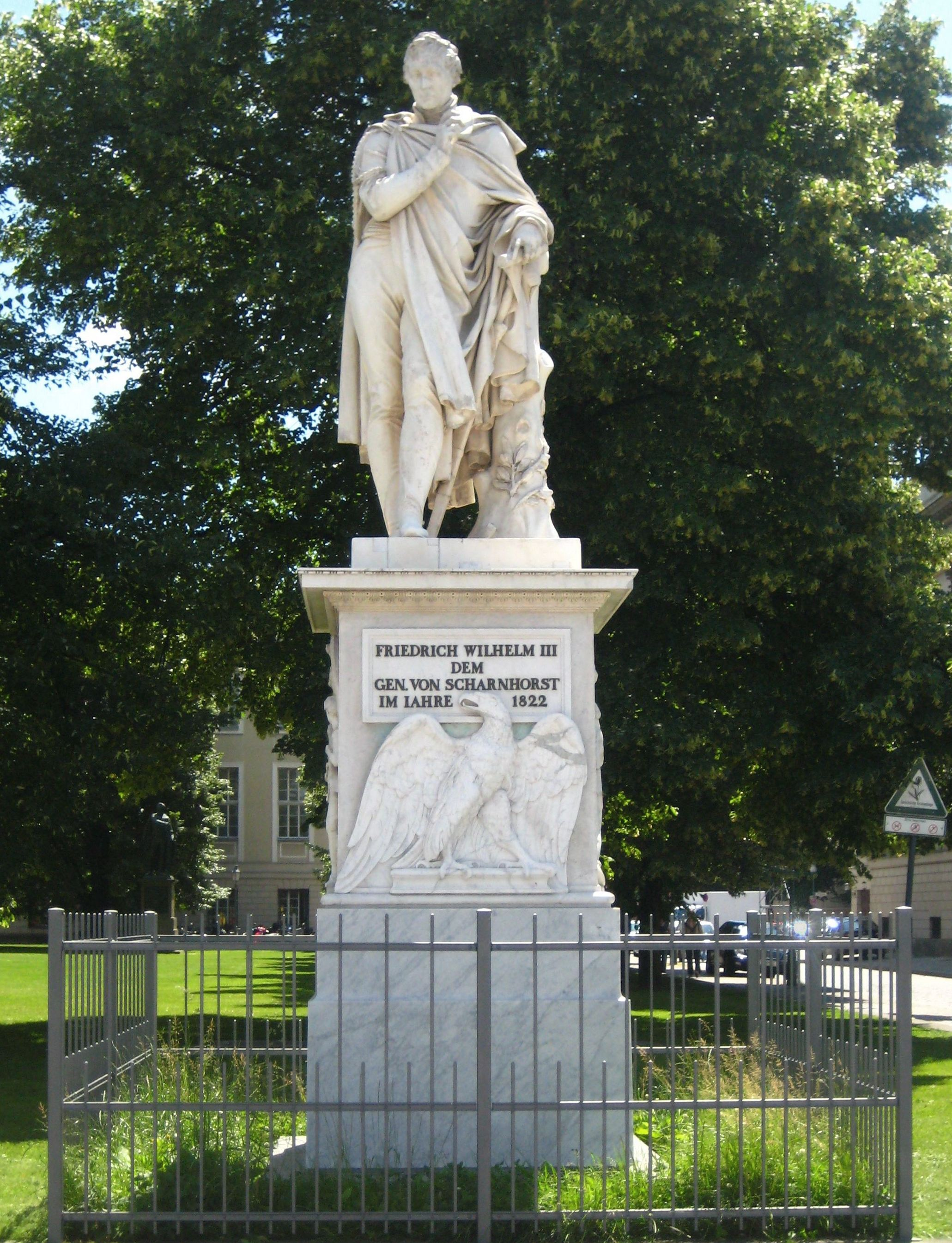
Scharnhorst-Denkmal (1822) von Christian Daniel Rauch in Berlin

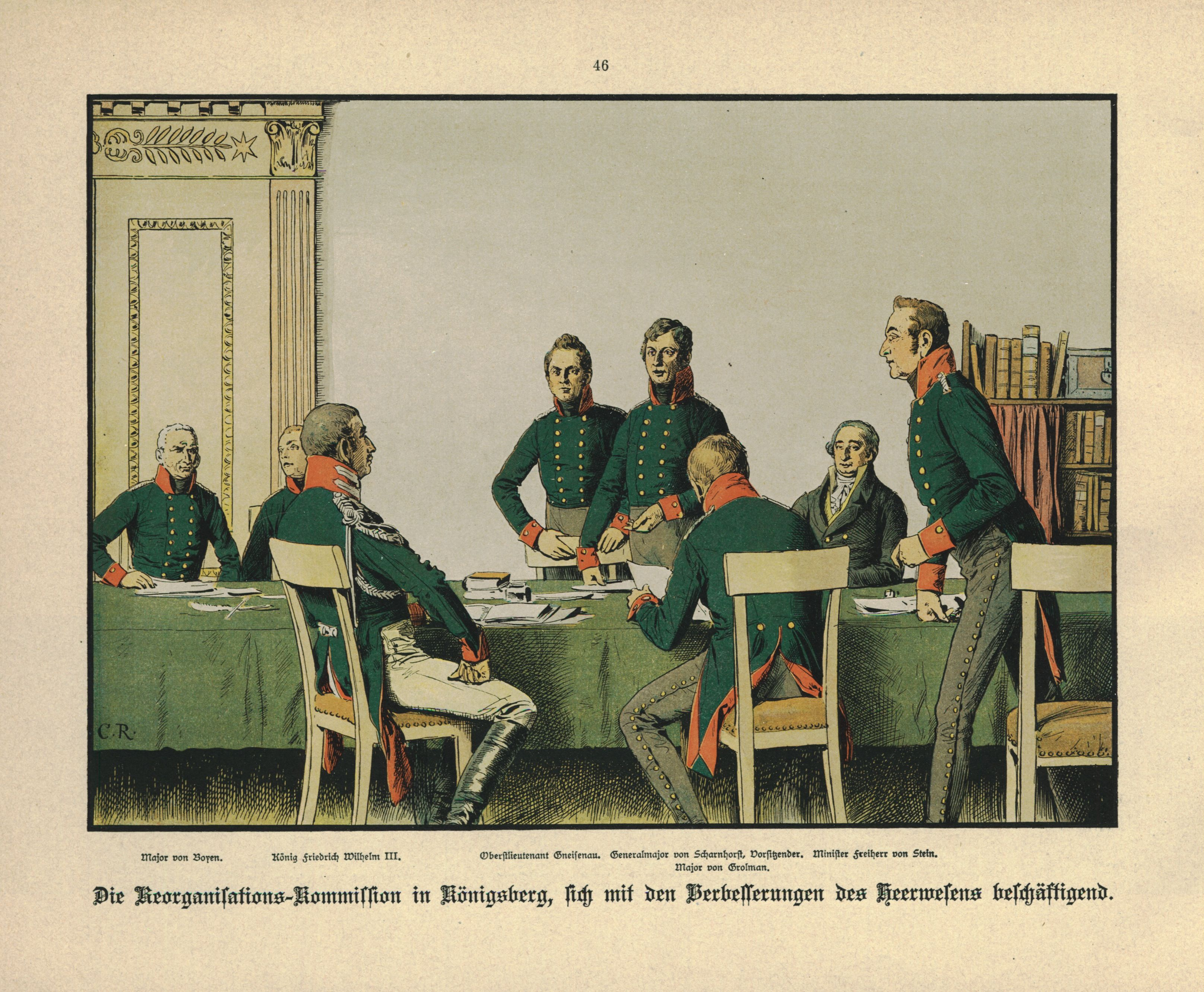
Scharnhorst (5. von links) als Vorsitzender der Heeres-Reorganisationskommission

### Bäuerliche Herkunft
Gerhard Johann David Scharnhorst wurde am 12. November 1755 in Bordenau bei Hannover als Sohn des Quartiermeisters Ernst Wilhelm Scharnhorst (1723–1782) geboren, der wiederum aus einer alteingesessenen Bordenauer Brinksitzer-, das heißt Kleinbauernfamilie stammte, und dessen Ehefrau Wilhelmine Tegtmeyer (1728–1796), Tochter des Besitzers eines landschaftsfähigen Gutes in Bordenau. Die früheren Besitzer des Gutes, das Ernst Wilhelm Scharnhorst nach einem Rechtsstreit erbte, waren Mitglieder der machtvollen Ständevertretung, genannt die Calenberg-Grubenhagensche Landschaft. Dies setzte noch im 17. Jahrhundert eigentlich Zugehörigkeit zum Adel voraus; später hing aber die „Landstandschaft“ nicht mehr am Adelsprädikat, sondern am Gutsbesitz. Bordenau war nur ein kleines Gut, das nie lohnenden Ertrag abwarf und aus der Sicht der preußischen Gardeoffiziere, die sich später über Scharnhorsts Herkunft mokierten (geadelt erst 1802), nur eine „Klitsche“ war. Das Dorf Bordenau gehörte damals zum Kurfürstentum Braunschweig-Lüneburg, das auch Kurfürstentum Hannover genannt wird.

### Militärische Laufbahn
Von 1772 bis 1776 besuchte Scharnhorst die vom Grafen Schaumburg-Lippe errichtete Militärschule auf dem Wilhelmstein und trat 1778 als Fähnrich in das kurhannoversche Reuterregiment „Estorff“ des Generals von Estorff ein. In dieser Zeit war er in Northeim (damals Nordheim) bei Göttingen stationiert. 1779 wurde Scharnhorst ein Mitglied im Bund der Freimaurer, seine Loge Zum goldenen Zirkel war in Göttingen ansässig.
1782 wurde Scharnhorst Leutnant in der Artillerie und auf eigenen Wunsch an die Kriegsschule in Hannover berufen, wo er in der im selben Jahr gegründeten Artillerieschule einer ihrer ersten Lehrer und leitender Bibliothekar wurde. 1783 unternahm er eine militärische Studienreise durch Bayern, Sachsen, Baden, Österreich und Preußen. Anschließend verfasste er Berichte über das Bayrische Militär, das in seinen Schriften nicht sehr gut abschnitt, bald darauf wurde er Lehrer an der Kriegsschule und 1792 Stabskapitän.
Während des Ersten Koalitionskrieges nahm er an der Spitze einer reitenden Batterie der Hannoverschen Armee in den Jahren 1793–1795 an den Feldzügen in Flandern und Holland teil und spielte besonders bei dem Rückzug aus Hondschoote und der Verteidigung Menens eine wichtige Rolle, weshalb er auf Betreiben von General Rudolf von Hammerstein zum Major befördert wurde. Seine Kriegserlebnisse schilderte der 38-jährige Scharnhorst am 24. Mai 1793 in einem Brief an seine Frau Clara:

„Ich bin nicht zum Soldaten gemacht: Ohne Schwierigkeiten ertrage ich die Gefahr, aber der Anblick der unschuldigen jammernden Menschen im Blute neben mir, das Feuer der brennenden Dörfer, von Menschen zum Vergnügen angelegt, die übrigen Greuel der allgemeinen Verwüstung bringen mich in Wut und in eine mir unerträgliche Stimmung.“

Nach dem Krieg 1796 zum Oberstleutnant befördert, beschäftigte er sich mit literarisch-militärischen Arbeiten (wie für die allseits in Europa anerkannte Zeitschrift Neues Militärisches Journal), in denen er seine Erfahrungen aus den Feldzügen von 1793 bis 1795 verarbeitete. Zudem legte er seinen Vorgesetzten mehrere Denkschriften über Reformen, die seiner Meinung nach in der kurhannoverschen Armee nötig seien, vor. Weil seine Reformvorschläge in Hannover unbeachtet blieben, trat er 1801 als Oberstleutnant der Artillerie in den preußischen Dienst und wurde zum Direktor der Lehranstalt für junge Infanterie- und Kavallerieoffiziere ernannt, auf die sein Unterricht großen Einfluss ausübte. Einige Schüler wurden später seine Freunde und Mitarbeiter bei der Heeresreform, so wie Carl von Clausewitz, Hermann von Boyen, Karl von Grolman und Karl von Müffling.
1802 stiftete er die Militärische Gesellschaft in Berlin, der General Ernst von Rüchel als Präses vorstand. Die Gesellschaft gilt als Keimzelle der Heeresreform. 1802 wurde Scharnhorst in den Adelsstand erhoben; auf ihn geht das inzwischen erloschene preußische Adelsgeschlecht von Scharnhorst zurück. Im gleichen Jahr zum Obersten befördert, wurde er 1806 als Chef des Stabes zunächst dem General von Rüchel, später dem Herzog Karl Wilhelm Ferdinand von Braunschweig zugeteilt. Ununterbrochen schrieb er auch in diesen Jahren Denkschriften über Reformen wie z. B. die Einführung einer Nationalmiliz und die Mobilmachung.
In der Schlacht bei Auerstedt führte Scharnhorst die ihm zugeteilten Truppen vortrefflich, wurde jedoch in der linken Seite verwundet und machte den Rückzug Blüchers nach Lübeck mit. In einem Brief an seine Tochter Julie am 22. November 1806 aus Rostock schreibt er:

„Wenn Schmit [sein Diener] bei mir im Wagen schläft, so habe ich die traurige Freiheit, mich ganz dem Ausbruch des Schmerzes zu überlassen. Mich trifft es doppelt, da ich all die Fehler, die Dummheit, die Feigheit kenne, die uns in die jetzige Lage gebracht haben. Der einzige Trost, der innere, ist, daß ich Vorschläge von Anfang an getan habe, wie man unserm Unglück zuvorkommen konnte, die Einrichtung einer Nationalmiliz, der allgemeinen Bewaffnung des Landes im Vorigen Sommer, die Verstärkung der Regimenter, eine engere politische Verbindung. Ebenso habe ich in den Operationen immer den richtigen Gesichtspunkt gezeigt; in der Schlacht selbst habe ich den Teil, bei dem ich war, zum Siege geführt; kurz, ich habe für meine Person tausend mal mehr getan als ich zu tun brauchte.“

Mit Blücher gefangen, aber – ebenso wie dieser – bald wieder ausgetauscht, wohnte er als Generalquartiermeister in L’Estocqs Korps der Schlacht bei Preußisch Eylau bei. Wegen seines tapferen und klugen Einsatzes in der Schlacht wurde er mit dem Pour le Mérite ausgezeichnet.

### Heeresreform
Nach dem Frieden von Tilsit wurde er am 17. Juli 1807 zum damals jüngsten Generalmajor der preußischen Armee befördert. Kurz darauf, am 25. Juli 1807, ernannte ihn der König zum Chef des Kriegsdepartements (Kriegsministerium), zum Chef des Generalstabes und außerdem zum Vorsitzenden der Militär-Reorganisationskommission. Zu deren wichtigsten Mitgliedern zählten Gneisenau, Grolman, Boyen und Clausewitz. In dieser Stellung reorganisierte er das Heer von Grund auf, indem er Qualifikationsvoraussetzungen für den Offizierstand einführte, das Werbesystem beseitigte und durch möglichst rasche Ausbildung der Rekruten (das Krümpersystem) eine starke Reserve schuf sowie dem Soldatenstand zu besserem Ansehen verhalf: durch die Abschaffung der entwürdigenden Prügelstrafe und Verbesserung der Bildung, insbesondere für Offiziere. Zudem reformierte er das gesamte Heereswesen im Sinne der Aufklärung und des Humanismus, schaffte die alten Adelsvorrechte ab und führte die allgemeine Wehrpflicht ein. Er wandelte die preußische Armee in ein stehendes Volksheer um und bereitete so die Organisation der Landwehr und die Befreiung Deutschlands vor. Mit seiner Heeresreform nahm Scharnhorst das Konzept des Staatsbürgers in Uniform vorweg:

„Jeder Bürger eines Staates ist der geborene Verteidiger desselben.“

Im Juni 1810 musste er aufgrund französischen Drucks „der Form halber“ vom Amt des preußischen Kriegsministers zurücktreten, blieb jedoch Chef des Generalstabes und nutzte die gewonnene Zeit als neuer Chef des Ingenieurkorps zu dessen Aufbau. Während dieser Zeit arbeitete er eng mit dem Oberst Gustav von Rauch zusammen, der als Chef des Ingenieurkorps sein Nachfolger wurde.

### Befreiungskriege
Als die Russen Anfang 1813 an der Grenze Schlesiens erschienen, betrieb Scharnhorst mit Eifer die Erhebung Preußens und den Abschluss des Traktats von Kalisch mit Russland (28. Februar). Mit Sicherheit hat Scharnhorst das Militärbündnis von Kalisch und die Stiftung des Eisernen Kreuzes dringend befürwortet. Entscheidender für den Abschluss des Vertrages von Kalisch war jedoch der Kanzler Hardenberg. Nach Ausbruch der Kämpfe wurde er im Februar als Chef des Generalstabs der Schlesischen Armee des preußischen Oberbefehlshabers Blücher zugeteilt, mit dem er gemeinsam – jedoch vergeblich – eine energischere Kriegführung forderte. Am 11. März 1813 erfolgte die Beförderung zum Generalleutnant.
In der Schlacht bei Großgörschen (2. Mai 1813) erlitt er eine Schussverletzung am linken Knie, am selben Tage wurde ihm das Eiserne Kreuz verliehen. Wenige Wochen später, am 28. Juni 1813, starb Scharnhorst in Prag infolge unzureichender Behandlung der Knieverletzung, als er auf dem Weg nach Wien war, um Österreich zum Anschluss an die Koalition zu bewegen.

## Grabstätte

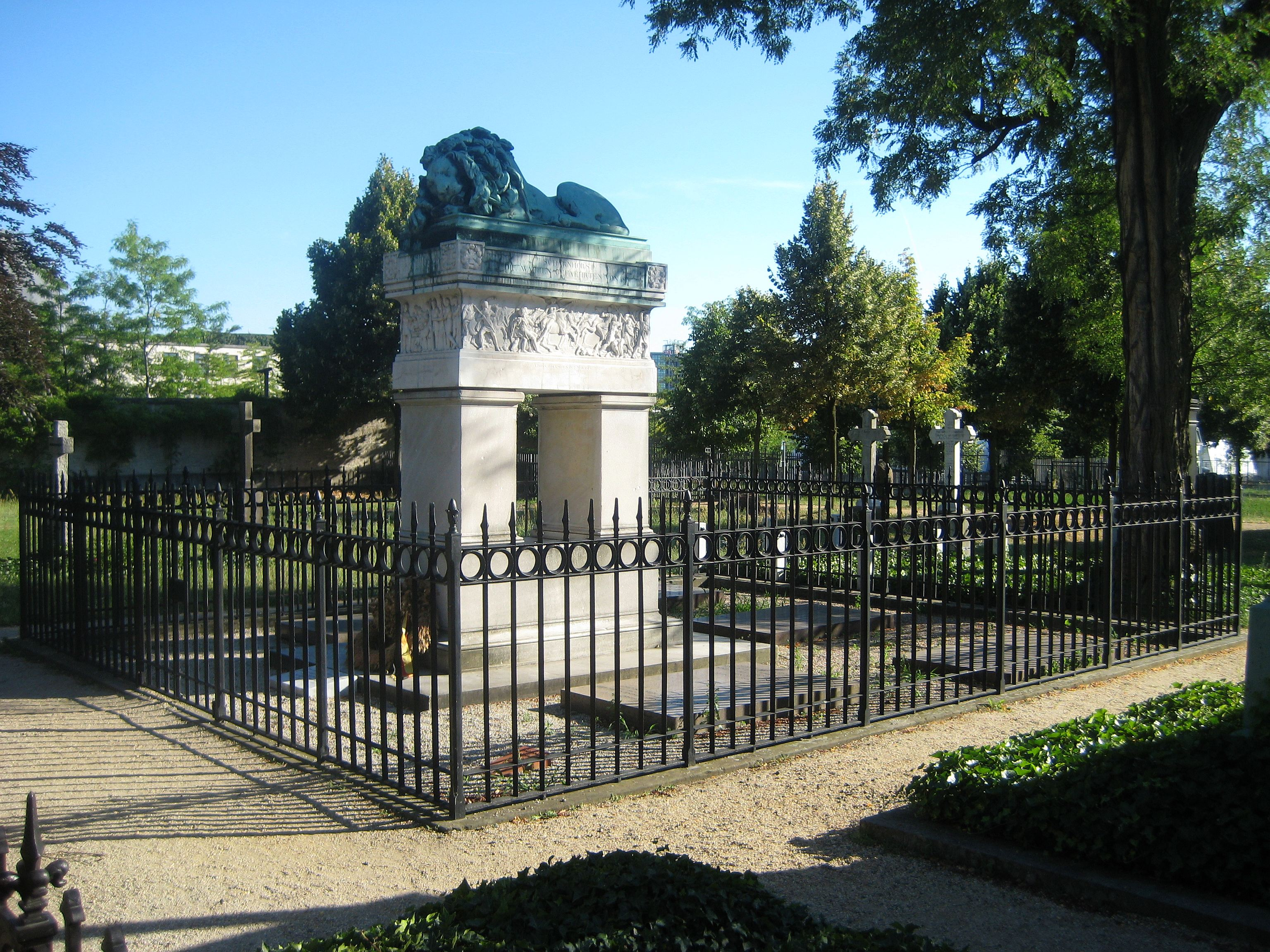
Scharnhorst-Grabstätte von Karl Friedrich Schinkel auf dem Invalidenfriedhof in Berlin

Scharnhorst wurde auf dem Invalidenfriedhof in Berlin im Feld C, G1 beigesetzt, wo sein Grab durch ein von Karl Friedrich Schinkel gestaltetes Monument ausgezeichnet ist, mit einem Relief von Friedrich Tieck und der Bronzeplastik eines Schlafenden Löwen von Theodor Kalide. Neben ihm wurden seine Söhne August und Wilhelm, seine Tochter Julie mit ihrem Ehemann, dem Generalfeldmarschall Friedrich zu Dohna-Schlobitten, und zwei Enkelsöhne bestattet. Die Grabstätte ist ein Ehrengrab der Stadt Berlin. In unmittelbarer Nähe zu Scharnhorst wurden einstige Mitstreiter beigesetzt: 1841 Gustav von Rauch und 1848 Hermann von Boyen. Dieses Ensemble von Grabmalen blieb trotz seiner unmittelbaren Nähe zur Berliner Mauer, die den Invalidenfriedhof durchtrennte, erhalten und wurde nach der deutschen Wiedervereinigung umfassend restauriert.

## Nachkommen
Scharnhorst hatte sich am 24. April 1785 in Bordenau mit Klara Schmalz (1762–1803) verheiratet. Aus der Ehe gingen folgende Kinder hervor:
- Heinrich Wilhelm Gerhard (1786–1854), preußischer General der Infanterie ⚭ Agnes Gräfin Neidhardt von Gneisenau (1800–1822), älteste Tochter Generalfeldmarschalls Graf Neidhardt von Gneisenau und dessen Ehefrau Juliane geb. von Kottwitz. Mit dem Tod ihres gemeinsamen Sohnes August von Scharnhorst, der am 11. November 1875 als Platzmajor von Pillau starb, erlosch der Mannesstamm der Scharnhorsts.
- Klara Sophie Julie (* 28. Juli 1788 in Hannover; † 20. Februar 1827 in Düsseldorf) ⚭ Friedrich Burggraf und Graf zu Dohna-Schlobitten, preußischer Generalfeldmarschall
- Sophie Ernestine (* 3. Juni 1791 in Hannover; † 5. März 1792 ebenda)
- Friedrich Gerhard August (* 20. April 1795 in Bordenau; † 11. Oktober 1826 in Berlin), preußischer Major a. D.[13] ⚭ Johanna von Schlabrendorf (1804–1867)
- Anna Sophie Emilia (* 29. Dezember 1799 in Hannover; † 1804)

## Ehrungen
- In Scharnhorsts Geburtsort Bordenau steht ein Denkmal vor seinem Geburtshaus.
- Neben der Neuen Wache in Berlin wurde 1822 ein von Christian Daniel Rauch und Karl Friedrich Schinkel geschaffenes Marmorstandbild aufgestellt. Es befindet sich seit 1964 neben der Deutschen Staatsoper; über eine Rückführung an den historischen Standort wird immer wieder diskutiert.
- In der Gedenkstätte Walhalla bei Regensburg wird Scharnhorst mit einer 1830 von Christian Daniel Rauch geschaffenen Marmorbüste geehrt.
- Die Gründung der Bundeswehr wurde 1955 bewusst auf den 12. November gelegt, den 200. Geburtstag Scharnhorsts. Aus Anlass seines 250. Geburtstages fand am 12. November 2005 an seinem Geburtsort in Bordenau ein Feierliches Gelöbnis statt. Dieses bildete den Abschluss der Veranstaltungsreihe „50 Jahre Bundeswehr“.
- Seinen Namen tragen die ehemalige Zeche Scharnhorst und – davon abgeleitet – die Stadtteile Alt-Scharnhorst und Scharnhorst-Ost sowie der Stadtbezirk Scharnhorst in Dortmund. Anlässlich des 250. Geburtstags des Namensgebers des Stadtbezirks Dortmund-Scharnhorst wurde ihm zu Ehren ein Triptychon geschaffen, welches am 12. November 2005 im Rahmen eines Festakts im Trauzimmer des Stadtbezirks enthüllt wurde und dort seinen Platz hat. Auf einem Kreisverkehr an der Kreuzung Flughafenstraße/Westholz wurde zudem ein Gedenkstein aufgestellt.[14]
- Außerdem tragen zahlreiche Straßen in deutschen Städten seinen Namen.
- Mit der Schulfregatte Scharnhorst erinnerte die Bundesmarine an Scharnhorst.
- Die Bundeswehr hat Kasernen nach Scharnhorst benannt: in Hannover, in Lingen (Ems), in Northeim und in Bremen. Die Scharnhorst-Kaserne Lüneburg wurde Mitte der 1990er Jahre in einem umfangreichen Konversionsprojekt zu einem Campus der Universität Lüneburg umgestaltet. Die Scharnhorst-Kaserne Hamburg wurde als Sanitätskaserne 1993 aufgegeben und das Gelände im Stadtteil Heimfeld mit einer Wohnsiedlung „Scharnhorst Höhe“ bebaut. Die Scharnhorst-Kaserne Osnabrück im Stadtteil Westerberg wurde zum Wissenschaftspark Osnabrück umgestaltet.
- An Scharnhorst erinnert in der Bundeswehr außerdem der Scharnhorstpreis für die Jahrgangsbesten der Offizieranwärterjahrgänge des Deutschen Heeres, das Scharnhorsthaus an der Panzertruppenschule in Munster sowie der Scharnhorstsaal, das Audimax der Offizierschule des Heeres in Dresden.
- Zum 150. Jahrestag der Befreiungskriege erschien 1963 bei der Deutschen Post (DDR) eine Sonderbriefmarke mit Abbildungen von Scharnhorst und Kutusow.
- Nach ihm wurde der 1966 gestiftete Scharnhorst-Orden der DDR benannt.
- 1980 gab die DDR zum 225. Geburtstag Scharnhorsts eine 10-Mark-Gedenkmünze heraus.
- In Hildesheim trägt das Scharnhorstgymnasium seinen Namen und in Wunstorf die Scharnhorstschule.
- In Wunstorf befindet sich am Stadtgraben an der Auebrücke ein Scharnhorst-Gedenkstein.
- Nach Gerhard von Scharnhorst wurden von der Kaiserlichen Marine der Große Kreuzer Scharnhorst und das Vorpostenboot Scharnhorst benannt, von der Kriegsmarine das Schlachtschiff Scharnhorst.

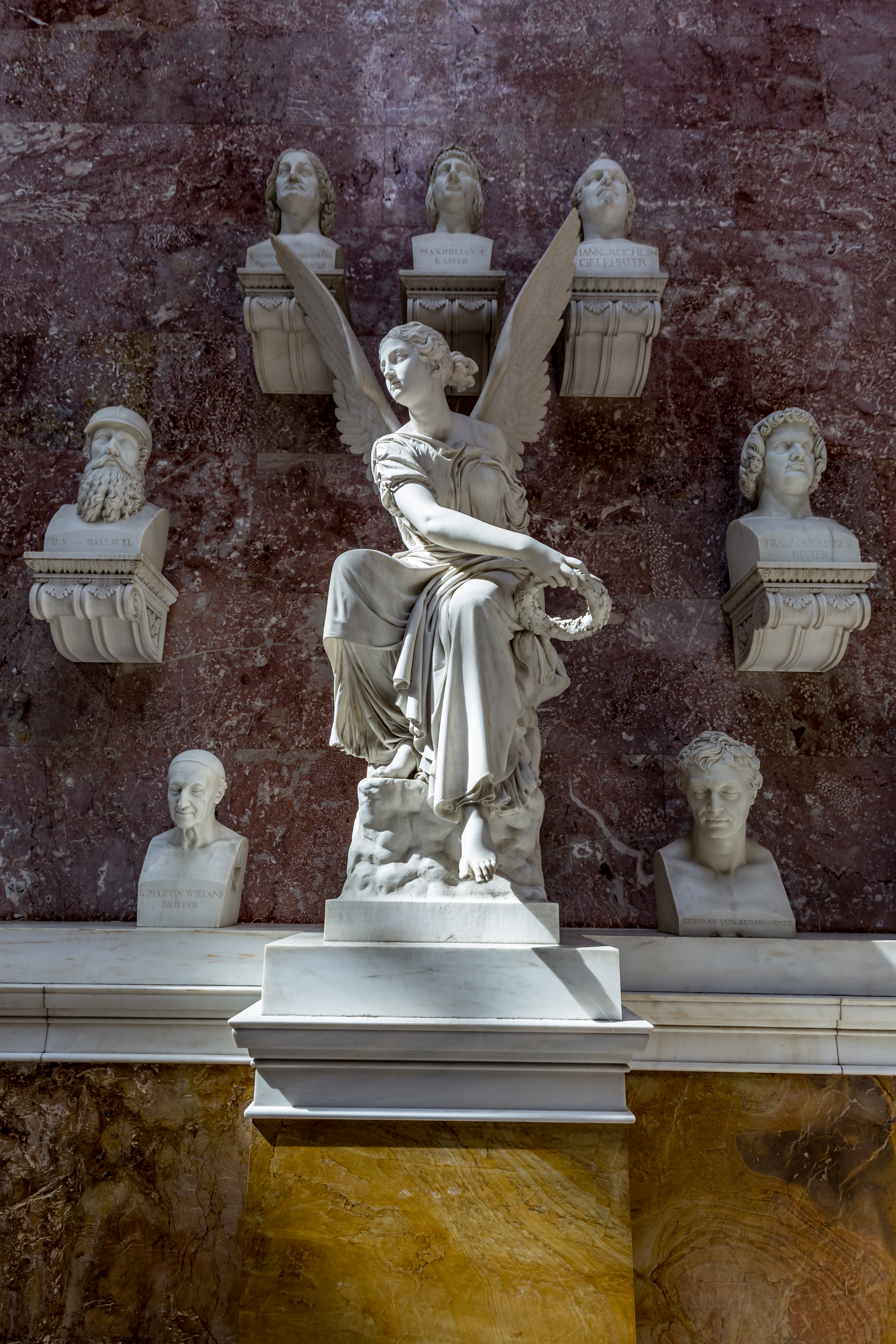
Büste in der Walhalla (unten rechts)
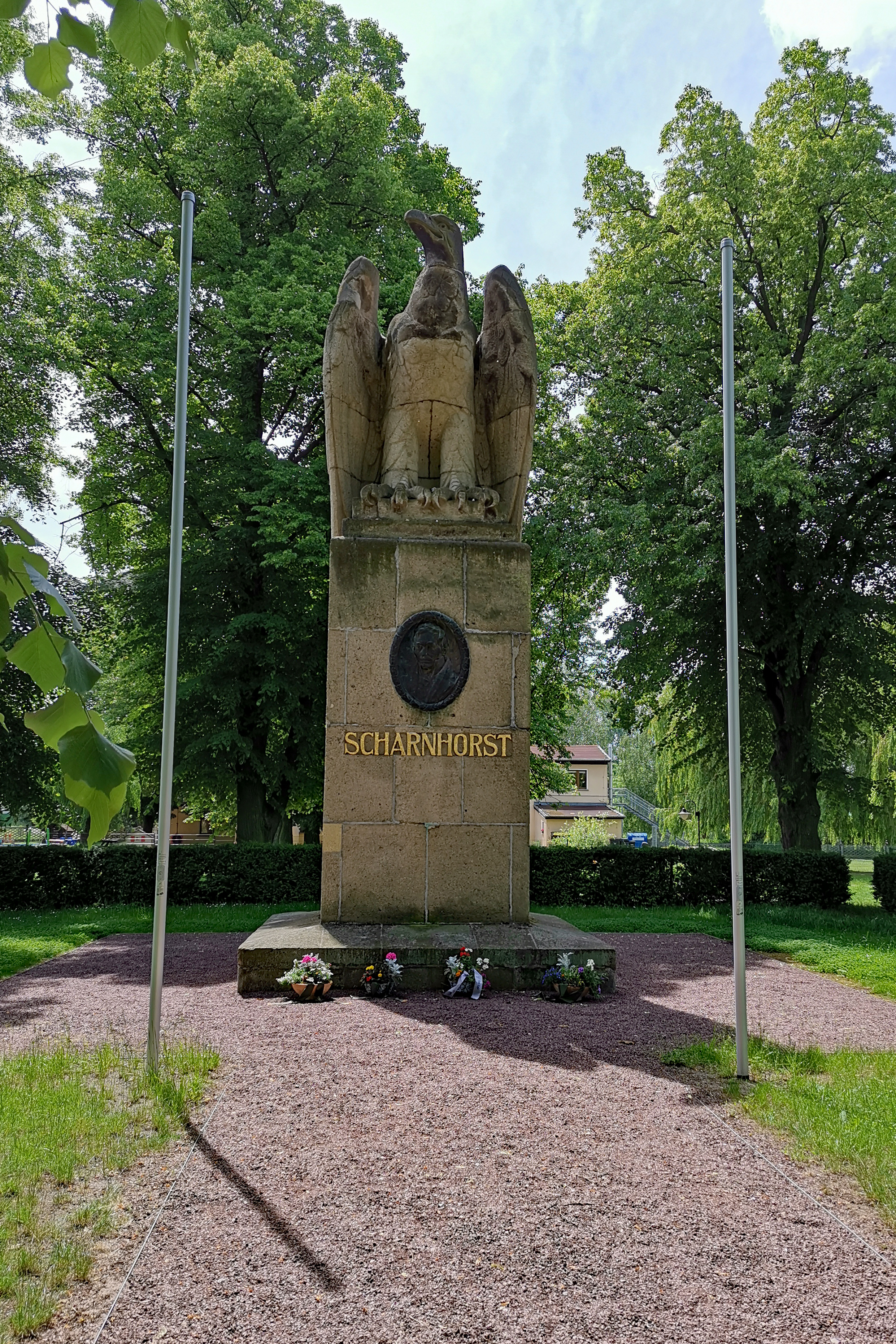
Denkmal in Großgörschen
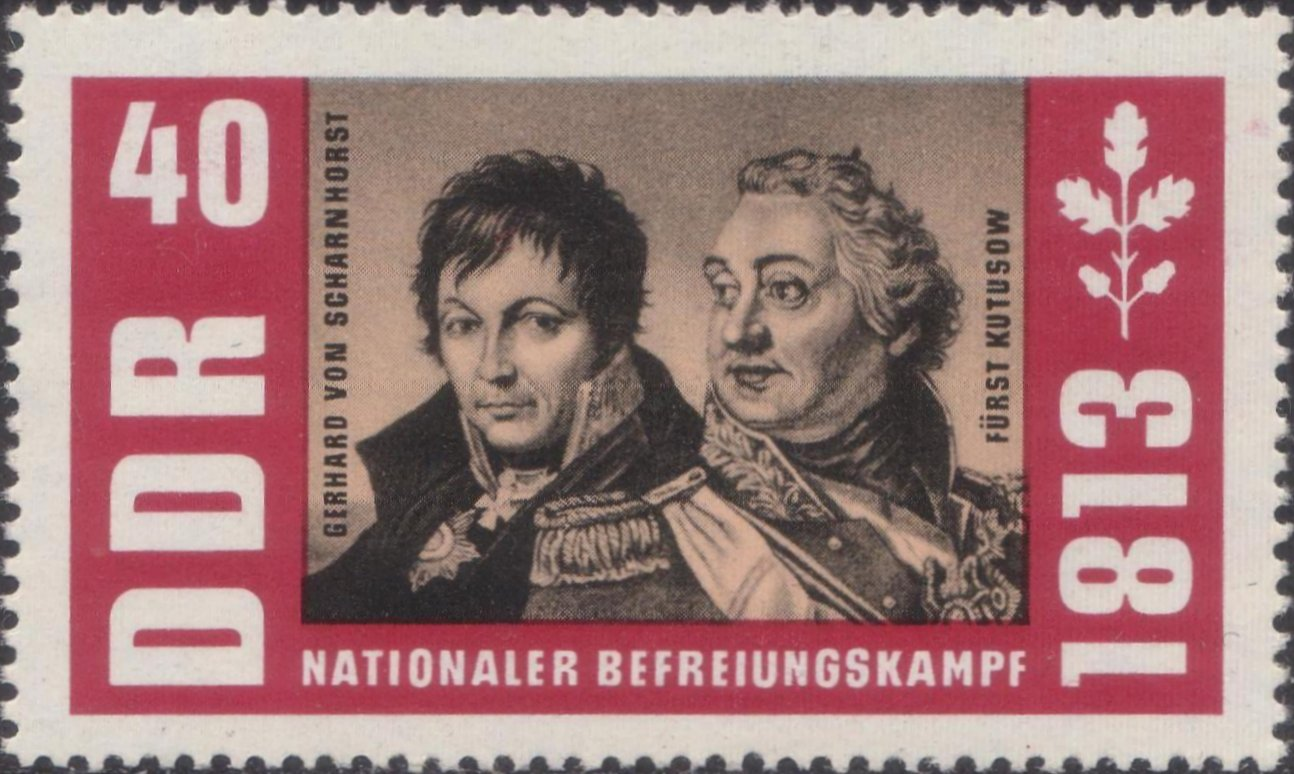
Sonderbriefmarke der Deutschen Post (DDR)
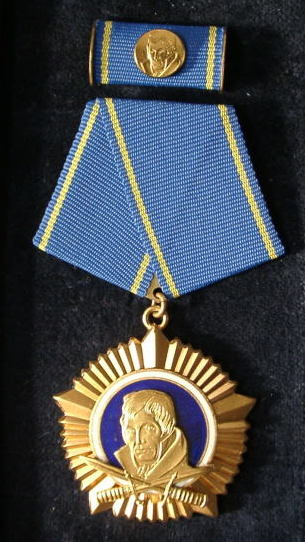
Scharnhorst-Orden der DDR
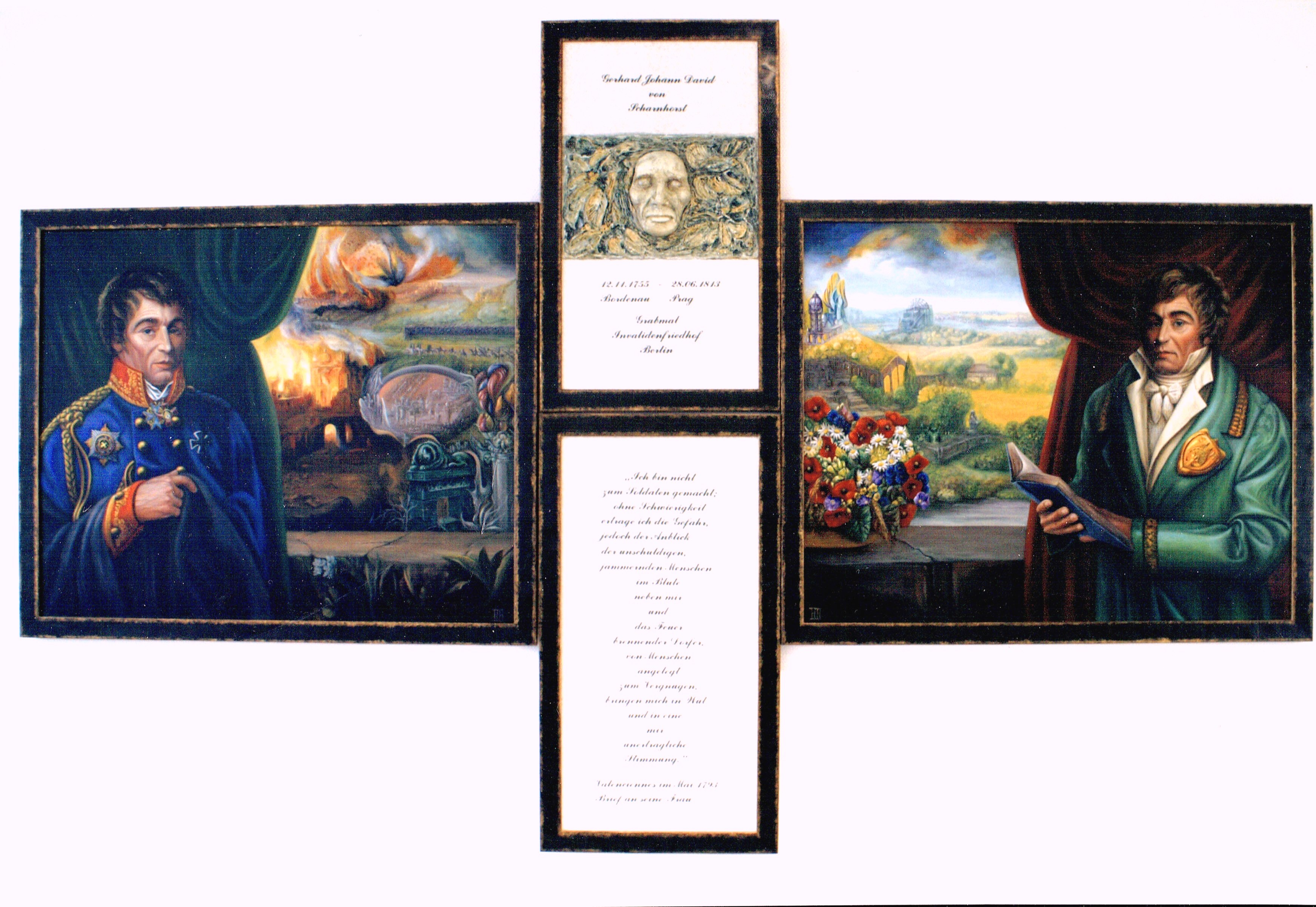
Triptychon von Bruni Braun in Dortmund-Scharnhorst

## Werke
- Handbuch für Offiziere in den angewandten Teilen der Kriegswissenschaften. 3 Bände, Hannover 1787–1790; neue vervollständigte Auflage von Hoyer, 1817–1820.
  - Teil 1 (Von der Artillerie, Digitalisat, 1815)
- Militärische Denkwürdigkeiten. 5 Bände, Hannover 1797–1805.
- Handbuch der Artillerie. Hannover 1804, 1806, 1814.
- Militärisches Taschenbuch zum Gebrauch im Felde. Mit einem Vorwort von Ulrich Marwedel, Neudruck der 3. Auflage von 1794, Biblio Verlag, Osnabrück 1980 (= Bibliotheca Rerum Militarium, XXXI), ISBN 3-7648-0841-1.
- Über die Wirkung des Feuergewehrs. Für die Königl. Preußischen Kriegs-Schulen (Digitalisat). Neudruck der Ausgabe von 1813. Mit einer Einleitung von Werner Hahlweg, Biblio Verlag, Osnabrück 1973 (= Bibliotheca Rerum Militarium, XXVI), ISBN 3-7648-0181-6.
- Ausgewählte Schriften. Mit einer Einführung hrsg. v. Ursula von Gersdorff, Biblio Verlag, Osnabrück 1983 (= Bibliotheca Rerum Militarium, XLIX), ISBN 3-7648-1273-7.
- Ausgewählte militärische Schriften. Militärverlag der DDR, Berlin 1986, ISBN 3-327-00024-7.
- Private und dienstliche Schriften.
  - Band 1: Schüler, Lehrer, Kriegsteilnehmer (Kurhannover bis 1795). hrsg. von Johannes Kunisch, bearb. von Michael Sikora und Tilman Stieve (= Veröffentlichungen aus den Archiven Preußischer Kulturbesitz, Band 52,1), Köln / Weimar / Wien / Böhlau 2002.
  - Band 2: Stabschef und Reformer (Kurhannover 1795–1801). hrsg. von Johannes Kunisch, bearb. von Michael Sikora und Tilman Stieve (= Veröffentlichungen aus den Archiven Preußischer Kulturbesitz, Band 52,2), Köln / Weimar / Wien / Böhlau 2003
  - Band 3: Lehrer, Artillerist, Wegbereiter (Preußen 1801–1804). hrsg. von Johannes Kunisch, bearb. von Michael Sikora und Tilman Stieve (= Veröffentlichungen aus den Archiven Preußischer Kulturbesitz, Band 52,3), Köln / Weimar / Wien / Böhlau 2005
  - Band 4: Generalstabsoffizier zwischen Krise und Reform (Preußen 1804–1807). hrsg. von Johannes Kunisch, bearb. von Michael Sikora und Tilman Stieve (= Veröffentlichungen aus den Archiven Preußischer Kulturbesitz, Band 52,4), Köln / Weimar / Wien / Böhlau 2007
  - Band 5: Leiter der Militärreorganisation (Preußen 1808 - 1809). hrsg. von Johannes Kunisch, bearb. von Michael Sikora und Tilman Stieve (= Veröffentlichungen aus den Archiven Preußischer Kulturbesitz, Band 52,5), Köln / Weimar / Wien / Böhlau 2009
  - Band 6: Geschäftsführender Kriegsminister und Ratgeber im Hintergrund (Preußen 1809 - 1811). hrsg. von Johannes Kunisch, bearb. von Michael Sikora und Tilman Stieve (= Veröffentlichungen aus den Archiven Preußischer Kulturbesitz, Band 52,6), Köln / Weimar / Wien / Böhlau 2012
  - Band 7: Organisator, Ingenieur, Geheimdiplomat (Preußen 1811 - 1812). hrsg. von Johannes Kunisch, bearb. von Michael Sikora und Tilman Stieve (= Veröffentlichungen aus den Archiven Preußischer Kulturbesitz, Band 52,7), Köln / Weimar / Wien / Böhlau 2014
  - Band 8: Tragischer Vollender (Preußen 1813). hrsg. von Johannes Kunisch, bearb. von Michael Sikora und Tilman Stieve (= Veröffentlichungen aus den Archiven Preußischer Kulturbesitz, Band 52,8), Köln / Weimar / Wien / Böhlau 2015

## Film und Fernsehen
- Fernsehserie Scharnhorst, Fernsehen der DDR, 5 Teile, 1978, Regie: Wolf-Dieter Panse, mit Horst Drinda in der Rolle Scharnhorsts. Die Serie wurde 1981 auch vom NDR gesendet.